# Peter Würtz
Peter Würtz (ur. 6 września 1939 w Berlinie) – niemiecki polityk i wojskowy, parlamentarzysta krajowy i europejski.

## Życiorys
Syn policjanta. Po ukończeniu szkoły od 1956 do 1959 odbywał praktykę w zawodzie ślusarza. W 1959 rozpoczął służbę wojskową w Luftwaffe, w 1965 został lejtnantem, a w 1965 adiutantem regionalnego dowódcy. Pełnił m.in. funkcję oficera prasowego i dowódcy szwadronu. Później uzyskiwał stopnie majora (1971) i lejtanta pułkownika rezerwy (1974). Po odejściu z wojska pracował jako członek zarządu spółki Atlas Elektronik w Bremie. Działał w związku zawodowym Industriegewerkschaft Bau-Steine-Erden i został wiceprzewodniczącym Niemieckiego Stowarzyszenia Atlantyckiego. W 1957 wstąpił do Socjaldemokratycznej Partii Niemiec. W latach 1969–1990 pozostawał deputowanym Bundestagu, pomiędzy 1977 a 1979 był oddelegowany do Parlamentu Europejskiego. W 1979 wspólnie z innym politykiem Karlem Haehserem wymyślił postać fikcyjnego deputowanego Jakoba Marii Mierscheida, który jest popularną i długotrwałą mistyfikacją obecną w niemieckiej polityce.

## Odznaczenia
Odznaczony Orderu Zasługi Republiki Federalnej Niemiec: Krzyżem Zasługi na Wstędze (1985) i Krzyżem Zasługi I Klasy (1990).